# Google Fuchsia
Fuchsia é um sistema operacional atualmente sendo desenvolvido pelo Google. Ao contrário de sistemas operacionais anteriores desenvolvidos pelo Google, como o Chrome OS e o Android, que são baseados no kernel Linux, Fuchsia é baseado em um novo microkernel chamado Zircon (o nome anterior era Magenta), derivado do Little Kernel, que foi destinado para sistemas embarcados e é principalmente escrito em C. Fuchsia foi projetado para ser executado em uma infinidade de dispositivos, incluindo telefones celulares e computadores pessoais.

## Uso
O sistema é usado nos seguintes aparelhos: tablet Acer Switch Alpha 12, Google Pixelbook, e no Mini PC Intel NUC.